# Chiến dịch Cao – Bắc – Lạng
Chiến dịch Cao – Bắc – Lạng là một chiến dịch tấn công của Lực lượng vũ trang nhân dân Việt Nam đánh vào tuyến phòng thủ đường 4 và lực lượng chiếm đóng của Pháp ở Cao Bằng, Bắc Kạn, Lạng Sơn nhằm tiêu hao sinh lực và triệt đường tiếp tế của thực dân Pháp và tay sai.

## Bối cảnh
Đường số 4 là tuyến đường giao thông quan trọng bậc nhất của vùng chiến lược Cao – Bắc – Lạng và đông bắc Bắc Bộ, dài 420 km dọc theo biên giới Việt – Trung. Địa hình hiểm trở, núi cao, rừng rậm hai bên đường, có rất nhiều suối và ba con sông lớn: Kỳ Cùng, Bắc Giang và Bằng Giang chảy theo hướng tây bắc – đông nam cùng với hướng của đường 4 nên phải có những cây cầu lớn để vượt qua như cầu Bản Trại, cầu Pò Lọi... Xen giữa vùng núi lại có những cánh đồng lúa khá màu mỡ như Bắc Bắc, Phúc Thái,...

### Pháp
Sau chiến dịch Việt Bắc 1947, Pháp tăng cường chiếm đóng trên đường 4 để thực hiện phong toả biên giới, cô lập Việt Minh. Pháp đã chiếm đóng trên 80 vị trí lớn, nhỏ nhưng cũng mới chỉ kiểm soát được những đoạn chính.
Để đảm bảo tính độc lập chiến đấu trong một khoảng thời gian nhất định chờ tiếp viện, Pháp chia khu Biên Thuỳ (Cao – Lạng và Đông Bắc) ra thành hai phân khu và các tiểu khu: Phân khu Bắc gồm sáu tiểu khu: Bắc Kạn, Nguyên Bình, Cao Bằng, An Lai, Đông Khê, Thất Khê. Phân khu Đông Bắc gồm 4 tiểu khu: Lạng Sơn, Tiên Yên – Móng Cái, Lộc Bình và An Châu. Những vị trí quan trọng tỉ lệ lính Âu – Châu Phi chiếm 60%, còn phần lớn lực lượng ngụy chiếm 70% đến 80% trong các tiểu khu. Bước sang năm 1949, Pháp tăng cường quân lực cho các vị trí quan trọng (Lộc Bình tập trung 600 quân, Lạng Sơn tăng thêm 200 lính Maroc, v.v...). Đồng thời thực hiện thay quân Pháp, Algérie cho quân ngụy ở một số cứ điểm, thuyên chuyển quân trên dọc đường 4 và khu vực Lạng Sơn về Đình Lập, An Châu. Tăng cường máy bay bắn phá những nơi nghi có quân Việt Minh để phá công tác chuẩn bị. Xây thêm lô cốt cố thủ, đào thêm hào, rào kẽm gai, chông mìn và mở các cuộc càn quét ra xung quanh các cứ điểm, tăng cường công tác bảo vệ vận chuyển trên dọc đường số 4. Pháp đã kết hợp giữa kìm kẹp với mua chuộc, lập "xứ Nùng tự trị", để chia rẽ và lợi dụng các dân tộc thiểu số chống lại Việt Minh.

### Việt Minh
Về phía Việt Minh, sau năm tác chiến 1948, trình độ bộ đội tiến bộ rõ rệt, thế cầm cự ngày càng có lợi. Bên cạnh đó Quân giải phóng Trung Quốc đang ồ ạt tiến xuống Hoa Nam. Trung ương Đảng, Chính phủ và Hồ Chủ tịch ra lời kêu gọi toàn quốc chuẩn bị cho "Tổng phản công".
Để mở đà chiến thắng cho năm 1949, từng bước phá kế hoạch phong tỏa biên giới của quân đội Pháp. Theo chỉ thị Đại tướng, Tổng tư lệnh Võ Nguyên Giáp, Liên khu I quyết định mở chiến dịch Cao – Lạng và Đông Bắc.
Hướng chính là đường số 4 từ Cao Bằng đến Lạng Sơn (dài gần 100 km). Hướng thứ yếu là Đông Bắc.

## Phương châm, mục đích
Mục đích được Việt Minh đặt ra là:
- Tiêu diệt sinh lực, tiêu diệt một số cứ điểm của Pháp ở đường số 4 đoạn Cao – Lạng. Tổ chức các trận phục kích lớn trên đường 4, kết hợp đánh phá giao thông làm tê liệt đường số 4.
- Tổng phá ngụy binh và hội tề, kết hợp phát động chiến tranh nhân dân trên toán tuyến.
- Bức quân Pháp phải rút khỏi thị xã Bắc Kạn.

Phương châm tác chiến là: Kết hợp tác chiến du kích với tác chiến vận động. Tập trung tiêu diệt một số cứ điểm. Nơi có nhiều ngụy binh thì kết hợp tác chiến với địch vận. Đánh phục kích lớn kết hợp với phá cầu cống và các quãng đường hiểm trở để triệt tiếp tế của địch. Tích cực bắn máy bay và phát triển đánh địa lôi.

## Lực lượng tham gia

### Việt Minh
Lực lượng tham gia chiến dịch gồm có:
- 3 trung đoàn bộ binh của Liên khu:
  - Trung đoàn 28.
  - Trung đoàn 72.
  - Trung đoàn 74.
- 4 tiểu đoàn bộ binh:
  - Tiểu đoàn 29.
  - Tiểu đoàn 35.
  - Tiểu đoàn 23.
  - Tiểu đoàn 18.
- Tiểu đoàn pháo binh 410: tiểu đoàn trưởng Doãn Tuế, Nguyễn Đình Ước làm chính trị viên.
- 2 đại đội trợ chiến.
- 1 đại đội công binh của Bộ.
- Tiểu đoàn 517 (địa phương).
- Dân quân, du kích ba tỉnh.

Chỉ huy chiến dịch: Tư lệnh Đào Văn Trường, Chính uỷ Hà Kế Tấn.

## Mặt trận phối hợp
Khu vực tiến công chủ yếu là Thất Khê – Na Sầm.
Chiến dịch được tổ chức thành ba mặt trận: Mặt trận đường số 4 (Mặt trận 4), Cao Bằng (Mặt trận 1) và Bắc Cạn (Mặt trận 1 Bis), trong đó chủ yếu là Mặt trận 4. Phối hợp với chiến dịch Cao – Bắc – Lạng là Chiến dịch Đông Bắc II (Mặt trận 2), Trung Du (Mặt trận 3) và Liên khu 3 (Mặt trận đường số 5).

## Công tác chuẩn bị
Việc thành lập cơ quan chỉ huy chiến dịch tiến hành chậm (do sự đóng góp người của hai trung đoàn 308 và 28 của Liên khu 1 và của Bộ Tổng tư lệnh chậm), 15 ngày trước giờ nổ súng, việc tổ chức cơ quan chiến dịch vẫn chưa thật chu đáo nên chưa khắc phục được tình trạng thiếu ăn khớp trong hiệp đồng công tác giữa các cơ quan. Song, do sự nỗ lực cao của cán bộ nên công tác chuẩn bị cũng làm được nhiều việc cơ bản.
Về chính trị, đã tiến hành động viên, giáo dục mục đích, ý nghĩa của chiến dịch, nhiệm vụ chiến đấu của các đơn vị. Phát động phong trào thi đua giết giặc lập công và tổ chức cuộc vận động: "Giữ vững quân số, giữ bí mật. Từng người, từng đơn vị chủ động làm công tác chuẩn bị, tăng cường huấn luyện để đồng hoá tân binh, cựu binh, mở rộng dân chủ bàn cách đánh...". Đặc biệt đã tích cực phối hợp với cơ quan, chính quyền và đảng bộ các địa phương làm công tác tuyên truyền, giáo dục trong nhân dân; nhờ đó đã phát động được chiến tranh du kích rộng khắp trong địa bàn chiến dịch, góp phần rất đáng kể vào thắng lợi của chiến dịch. Cũng nhờ đó, mặc dù trước giờ nổ súng công tác cung cấp mới bảo đảm được 1/4 số lương thực theo yêu cầu, nhưng nhân dân vùng Cao – Bắc – Lạng đã tình nguyện đóng góp kể cả thóc giống nên đã giải quyết kịp thời khó khăn về lương thực, không để ảnh hưởng đến chiến dịch.
Vì thời gian gấp chiến dịch dự kiến diễn ra trên một không gian dài, địa hình phức tạp nên công tác chuẩn bị chiến trường đã tập trung vào hướng chính, những vị trí trọng điểm, do đó, trước ngày nổ súng ta đã nắm được tương đối đầy đủ về các vị trí: Bản Trại, Đèo Khánh, Thất Khê, Lũng Phầy. Bộ chỉ huy chiến dịch đã biết kết hợp chặt chẽ giữa sử dụng thống nhất lực lượng quân báo có trong tay với việc vận dụng hiệu quả của công tác địch vận (làm mật giao, nội ứng) để bổ sung cho việc nắm tình hình địch, đặc biệt thành công ở các khu vực: Thoát Lãng, Văn Uyên và Tràng Định.
Bộ chỉ huy đã cử năm cán bộ chuyên trách nắm và tổ chức hệ thống thông tin liên lạc chiến dịch: Mạng vô tuyến điện từ Bộ chỉ huy chiến dịch tới các trung đoàn, tiểu đoàn; mạng lưới hữu tuyến điện từ Bộ chỉ huy tới Hội Hoan, Văn Mịch, Đầm He. Các tiểu đoàn đã có tổ chức và hướng dẫn cụ thể về: liên lạc hoả tốc, các đội ký hiệu bằng kèn, cờ, đèn v.v... do đó đã khắc phục được tình trạng thiếu phương tiện thông tin, bảo đảm tương đối kịp thời sự chỉ đạo, chỉ huy của Bộ chỉ huy chiến dịch.

## Diễn biến

### Đợt 1
Trước đó, ngày 4 tháng 3, chiến dịch Đông Bắc 2 nổ súng bằng trận phục kích diệt hoàn toàn đoàn xe của Pháp tại Điền Xá và trận tập kích đồn Ba San (đông bắc Lạng Sơn), thu hút và đánh lạc hướng quân Pháp.
16 giờ ngày 15 tháng 3, bộ đội Đông Khê chặn đánh đoàn xe vận tải 96 chiếc từ Cao Bằng xuống khiến thiệt hại một số, phải dừng lại ở Đông Khê.
24 giờ 30 ngày 15 tháng 3, Việt Minh tiến công Na Sầm mở màn chiến dịch. Tuy không diệt được đồn nhưng đã tạo điều kiện cho quân dân huyện Thoát Lãng phát động chiến tranh du kích. 
1 giờ ngày 16 tháng 3, quân Việt Minh tiêu diệt đồn Bản Trại và Đèo Khách, phá sập cầu Bản Trại, đồng thời đánh phá vị trí Đèo Bông Lau và Thất Khê.
Đại tá Vi-ke chỉ huy liên khu biên giới phải đi Tiên Yên thu thập cơ giới và công binh, đến 31 tháng 3, chúng mới chữa xong cầu Bản Trại.
Hai ngày 20 và 21 tháng 3, chủ lực Việt MInh chuyển sang đánh đồn Bản Ne và Nà Lèng làm cho các vị trí Pò Mã, Pò Piao (đông bắc Thất Khê) lung lay. Ngày 30 tháng 3 và 3 tháng 4 quân Việt Minh tiến đánh thị xã Lạng Sơn và trường bay Mai Pha. Ngày 10 tháng 4, phục kích tiêu diệt đoàn xe tiếp tế trên đường Đông Khê – Phục Hoà. Ngày 14 tháng. 4, tiến công thị xã Cao Bằng.
Quân Pháp lúng túng đối phó khắp nơi, phải rút bỏ vị trí Bình Nhi và Nà Mần. Chiến tranh du kích cũng phát triển từ Thoát Lãng đến Tràng Định, đánh trả Pháp trên đường số 4 và vây hãm các đồn bốt nhỏ, ngày nào phía Pháp cũng bị thương vong, cơ giới bị phá huỷ.
Ngày 24 tháng 4, đợt 1 của chiến dịch kết thúc.
Quân Pháp thiết lập lại đồn Bản Trại, tăng cường công sự, lô cốt, vật cản và phương tiện ở các vị trí, quyết cố thủ chiếm đóng vùng Biên Thuỳ.
Phía Việt Minh, phong trào chiến tranh du kích phát triển rộng rãi trên các huyện: Tràng Định, Thoát Lãng, Văn Uyên, Cao Lộc. Khu tự do Ba Son được mở rộng về phía Bản Xam, Nà Lèng, Bảo Lam hình thành thế bao vây thị xã Lạng Sơn. Khu Chi Lăng cũng trở thành địa bàn hoạt động của quân Việt Minh.

### Đợt 2
Ngày 25 tháng 4, Việt Minh thực hiện trận phục kích lớn đánh đoàn xe 114 chiếc trên đoạn Đèo Bông Lau – Lũng Phầy (15 km), phá huỷ 53 xe vận tải, diệt và bắt hơn 500 lính Âu – Phi, bắn bị thương hai máy bay, phá tan đồn Dốc Na (Lũng Phầy mới).
Ngày 27 tháng 4, bộ đội Cao Bằng tiêu diệt đồn Bản Pát trên đường Cao Bằng – Trà Lĩnh. Chiến tranh du kích được Việt Minh phát động ở khắp nơi. Các huyện Thoát Lãng, Tràng Định, Văn Uyên, Cao Lộc ngày nào cũng có trận phục kích nhỏ, đánh địa lôi chim sẻ, quấy rối gây cho Pháp nhiều thiệt hại. Tinh thần ngày càng trở nên hoang mang. Ngày 30 tháng 4, quân Pháp buộc phải rút khỏi đồn Pò Mã và Pò Piao. Việt Minh quyết định kết thúc chiến dịch.

## Kết quả
Bộ đội Việt Minh tiêu diệt 4 vị trí: Ba Son, Bản Trại, Đèo Khách, Bản Pát; bức rút 6 vị trí: Lũng Phầy, Bình Nhi, Pò Mã, Pò Piao, Chiềng Mân, Nà Mần; đánh tiêu hao 9 vị trí: Dốc Na, Bông Lau, Nà Lèng, Na Sầm, Thất Khê, Bản Ne, Lũng Vài, Chấp Chịu, Chợ Cáy. Việt Minh chiến thắng khi giải phóng được Bắc Kạn.
Việt Minh đã diệt 665 (có hai quan ba, một quan hai, 24 sĩ quan), làm bị thương 568 (có hai quan ba, một quan một và chín sĩ quan), bắt 160 quân Âu – Phi và lính người Việt. Ngoài ra còn phá huỷ 80 xe cơ giới, đánh hỏng 18 chiếc khác; đốt ba kho và 498 thùng xăng; phá huỷ hai kho lương thực, hai kho vũ khí, bắn trọng thương hai máy bay, phá huỷ 12 cầu, cắt 43.747 mét dây điện thoại, phá 24 quãng đường với 1324 hố chữ nhật.
Số vật tư chiến tranh thu được là: 15 đại liên, 4 trọng liên 12,7 mm, 18 trung liên, 11 súng cối, 2 súng chống cơ giới Pi-át và nhiều vũ khí đạn dược, quân trang quân dụng.
Bên Việt Minh hy sinh 50 người (có ba dân thường), bị thương 150 người và hỏng một súng máy.